# Missione vendetta
Missione vendetta (Avengement) è un film d'azione del 2019 diretto da Jesse V. Johnson.

## Trama
Un criminale viene rilasciato in licenza dalla prigione. Appena uscito sfugge alle guardie e torna nel suo storico rifugio per vendicarsi delle persone che lo hanno reso un assassino dal cuore freddo.

## Distribuzione
Il film è stato distribuito in Irlanda a partire dal 3 giugno 2019.